# Římskokatolická farnost – děkanství Postoloprty
Římskokatolická farnost – děkanství Postoloprty (lat. Postelberga) je církevní správní jednotka sdružující římské katolíky na území města Postoloprty a v jeho okolí. Organizačně spadá do lounského vikariátu, který je jedním z 10 vikariátů litoměřické diecéze. Centrem farnosti je děkanský kostel Nanebevzetí Panny Marie v Postoloprtech.

## Historie farnosti
Již v roce 1384 byla v místě plebánie. Roku 1630 byla obnovena fara. Matriky jsou vedeny od roku 1650. Farnost byla na děkanství povýšena od 1. prosince 1740.

### Duchovní správcové vedoucí farnost
Do 1. prosince 1740 byli duchovní správci, kteří stáli v čele postoloprtské farnosti titulováni jako faráři, od tohoto data, kdy byla farnost povýšena dekretem pražského arcibiskupa Jana Mořice Gustava na děkanství, stáli v jeho čele děkani.

Začátek působnosti jmenovaného v duchovní správě farnosti od:
- 1630 Melchior Neidthardt
- 1635 Christianus Hackingleausen
- 1639 Elias Ignaz Reichelt
- 1650 Aloisius Hochstet
- 1667 Ioannes Theod. Voigt
- 1671 Sigismund Fillinger
- 1681 Franciscuk Kaiser
- Paulus Gendermann
- Josephus Köpfert
- 1717 Carolus Tenk
- 1732 Ignatius Stephan
- 1737 Jakub Johann Endler (1. děkan)
- 1754 Karel Sonntag (2. děkan)
- 1761 Adalbert Gebhart (3. děkan)
- 1768 Franz Zeppel (4. děkan)
- 1775 Jan Naxer (5. děkan)
- 1790 Karel Fuka (6. děkan)
- 1793 Ioann. Pauernaepl, † 16. 1. 1811 (7. děkan)
- 1811 Jan Jeltsch, n. 9. 1. 1756 Pomeisliens. o. 3. 4. 1779, † 15. 12. 1822 (8. děkan)
- 1822 Franz Apltauer, n. 2. 10. 1750 Pilgramiens. o. 11. 6. 1775, † 13. 9. 1836 (9. děkan)
- 1836 dec. vacat, cap. Ioann. Pinnert
- 1837 Martin Blaschko, n. 27. 10. 1784 Winterberg. o. 8. 10. 1808, † 11. 8. 1841 (10. děkan)
- 1841 dec. vacat, cap. Franc. Ehm
- 1843 Josef Köhler, n. 24. 8. 1800 Souš, o. 23. 8. 1825, † 21. 1. 1855 (11. děkan)
- 1855 Josef Vačkář, n. 9. 2. 1813 Autěschov. o. 25. 7. 1837, † 27. 8. 1888 (12. děkan)
- 1869 Josef Klein, n. 18. 10. 1818 Turtsch, o. 25. 7. 1842, † 19. 12. 1869 (13. děkan)
- 1870 Václav Weiss, n. 19. 5. 1811 Postelberg, o. 4. 8. 1834, † 11. 12. 1889 (14. děkan)
- 1889 Josef Tschochner, n. 11. 8. 1820 Mohr, o. 4. 7. 1848, † 26. 3. 1895 (15. děkan)
- 1895 František Polívka, n. 20. 10. 1865 Třebenice, o. 25. 3. 1888, † 28. 12. 1939 (16. děkan)
- 1895 František Vlasák, n. 1. 12. 1832 Skyšice, o. 1. 8. 1859, † 1. 3. 1914 (17. děkan)
- 1914 Matthias Würstl, n. 1. 8. 1870 Hodowitz, o. 19. 7. 1896 (18. děkan)
- 1. 8. 1942 Dr. Alois Thomas, n. 24. 9. 1900 Höfen, o. 22. 8. 1928 (19. děkan)
- 8. 8. 1944 Ferd. Rech, n. 26. 2. 1914 Komotau, o. 29. 6. 1939, † 8. 3. 1995 (20. děkan)
- 27. 10. 1945 Jan Schroller (21. děkan)
- 1. 9. 1946 František Kolář (22. děkan)
  - kol. 1948 Josef Baukhage, katecheta ve výslužbě
- 1. 5. 1953 Stanislav Rozkopal (23. děkan)
- 1. 8. 1964 František Klapuch (24. děkan)
- 1. 7. 1972 Josef Petrucha (25. děkan)
- 1. 8. 1974 Rudolf Prey (26. děkan)
- 1. 9. 2013 Josef Peňáz (administrátor)
- 15. 4. 2015 Radim Vondráček (27. děkan)[3]

Kromě kněží stojících v čele farnosti, působili ve farnosti v průběhu její historie i jiní kněží. Většinou pracovali jako farní vikáři, kaplani, katecheté, výpomocní duchovní aj.

### Farní obvod
Z důvodu efektivity duchovní správy byl ve 2. polovině 20. století vytvořen farní obvod (kolatura) sestávající z přidružených farností spravovaných excurrendo z Postoloprt. V průběhu následujících desetiletí se počet farností spravovaných z Postoloprt měnil. K listopadu 2020 se jedná o farnosti: Bitozeves, Blažim, Břvany, Lenešice, Minice a Raná u Loun

## Území farnosti
Do farnosti náleží území obce:
- Březno (Priesen,[2] Priessern[5])[p 2]
- Levonice (Lewanitz)[p 2]
- Malnice (Mallnitz,[2] Malnitz[5])[p 2]
- Mradice (Mraditz,[2] Mraiditz[5])[p 2]
- Postoloprty (Postelberg)[p 2]
- Rvenice (Ferbenz)[p 2]
- Seletice (Seletitz,[2] Selletitz[5])[p 2]
- Skupice (Skupitz)[p 2]
- Vrbka (Ferbka)[p 2]

## Římskokatolické sakrální stavby na území farnosti
| | Fotografie | Stavba                         | Místo       | Bohoslužby                      | Zeměpisné souřadnice             | Status                     | Číslo kulturní památky           |
| Kostely | Kostely    | Kostely                        | Kostely     | Kostely                         | Kostely                          | Kostely                    | Kostely                          |
| --- | ---------- | ------------------------------ | ----------- | ------------------------------- | -------------------------------- | -------------------------- | -------------------------------- |
| 1. |            | Kostel Nanebevzetí Panny Marie | Postoloprty | bližší informace o bohoslužbách | 50°21′35″ s. š., 13°42′2″ v. d.  | děkanský kostel            | 42395/5-1351 (Pk•MIS•Sez•Obr•WD) |
| 2. |            | Kostel sv. Jana Křtitele       | Skupice     | bližší informace o bohoslužbách | 50°20′43″ s. š., 13°42′11″ v. d. | filiální kostel, hřbitovní | 43669/5-1403 (Pk•MIS•Sez•Obr•WD) |
| Kaple |            |                                |             |                                 |                                  |                            |                                  |
| 3. |            | Kaple sv. Petra a Pavla        | Levonice    | bližší informace o bohoslužbách | 50°20′15″ s. š., 13°40′31″ v. d. | kaple                      | —                                |
| 4. |            | Kaple Čtrnácti sv. pomocníků   | Mradice     | bližší informace o bohoslužbách | 50°19′51″ s. š., 13°40′36″ v. d. | kaple                      | 51012/5-5904 (Pk•MIS•Sez•Obr•WD) |
| 5. |            | Kaple Nanebevzetí Panny Marie  | Postoloprty | bližší informace o bohoslužbách | 50°21′50″ s. š., 13°41′41″ v. d. | obecní kaple, hřbitovní    | 43632/5-1352 (Pk•MIS•Sez•Obr•WD) |
| Některé drobné sakrální stavby a pamětihodnosti lze dohledat zde v databázi Drobné sakrální památky Zaniklé sakrální stavby lze dohledat zde v databázi Poškozené a zničené kostely, kaple a synagogy v České republice |            |                                |             |                                 |                                  |                            |                                  |

Ve farnosti se mohou nacházet i další drobné sakrální stavby, místa římskokatolického kultu a pamětihodnosti, které neobsahuje tato tabulka.

## Galerie

Římskokatolická farnost – děkanství Postoloprty
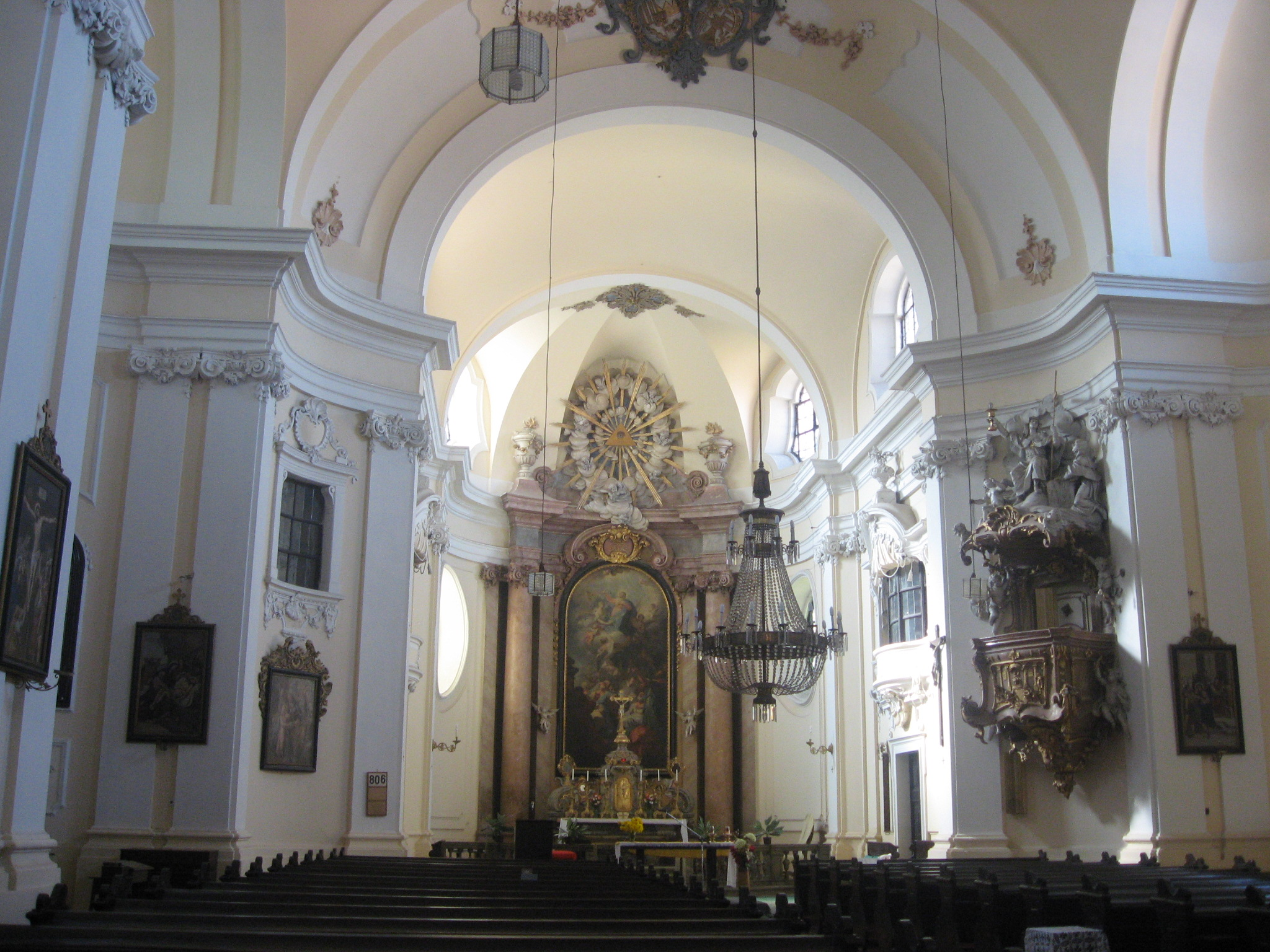
Interiér kostela Nanebevzetí Panny Marie v Postoloprtech
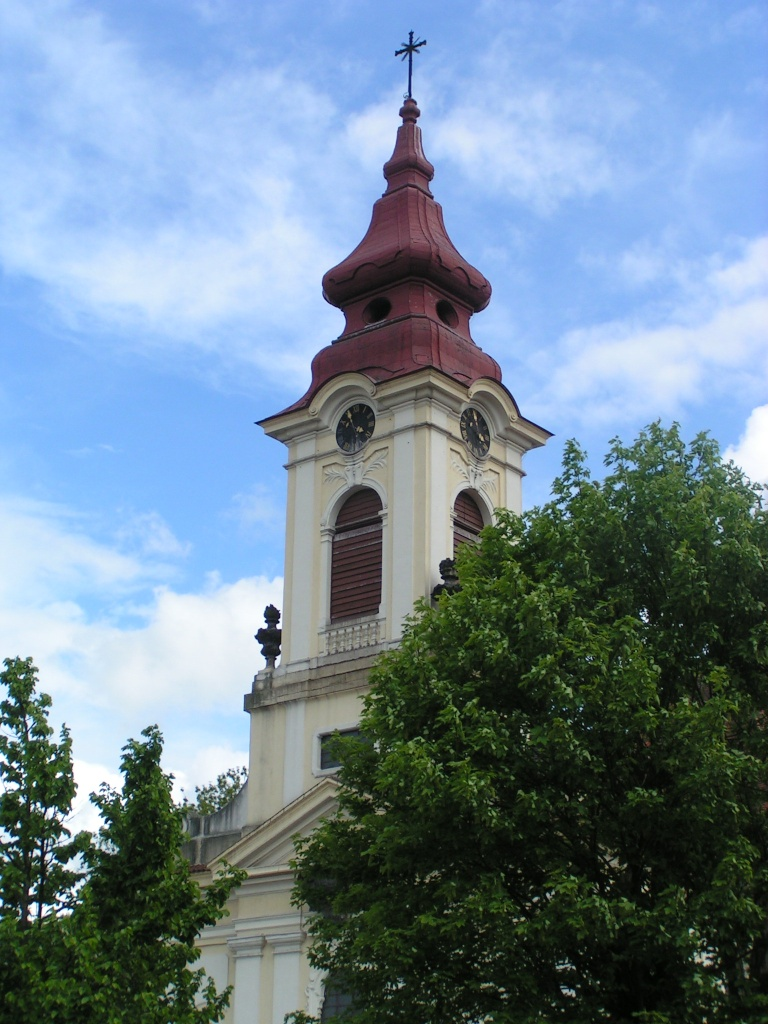
Věž kostela Nanebevzetí Panny Marie v Postoloprtech
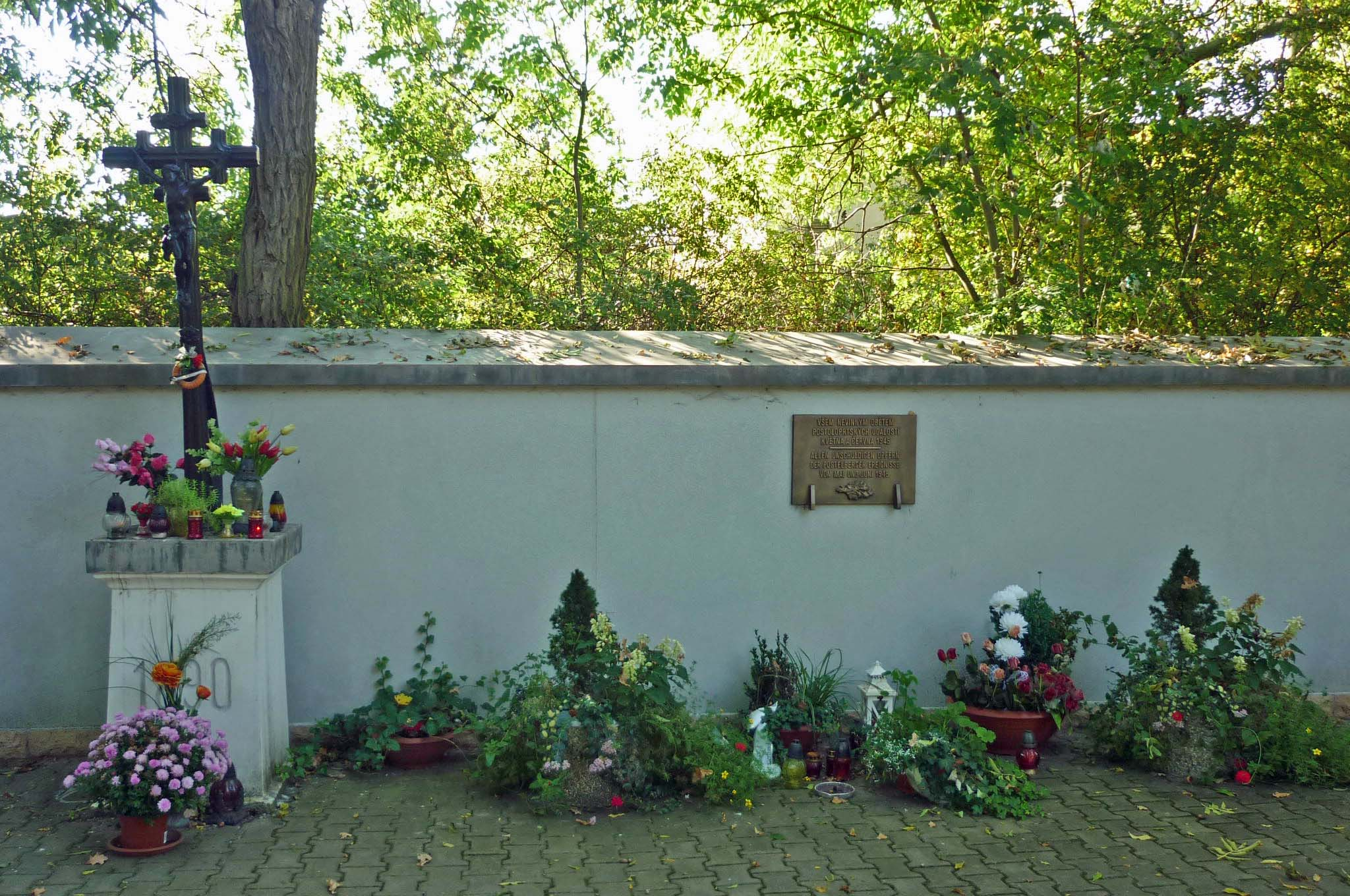
Pietní místo připomínající postoloprtský masakr
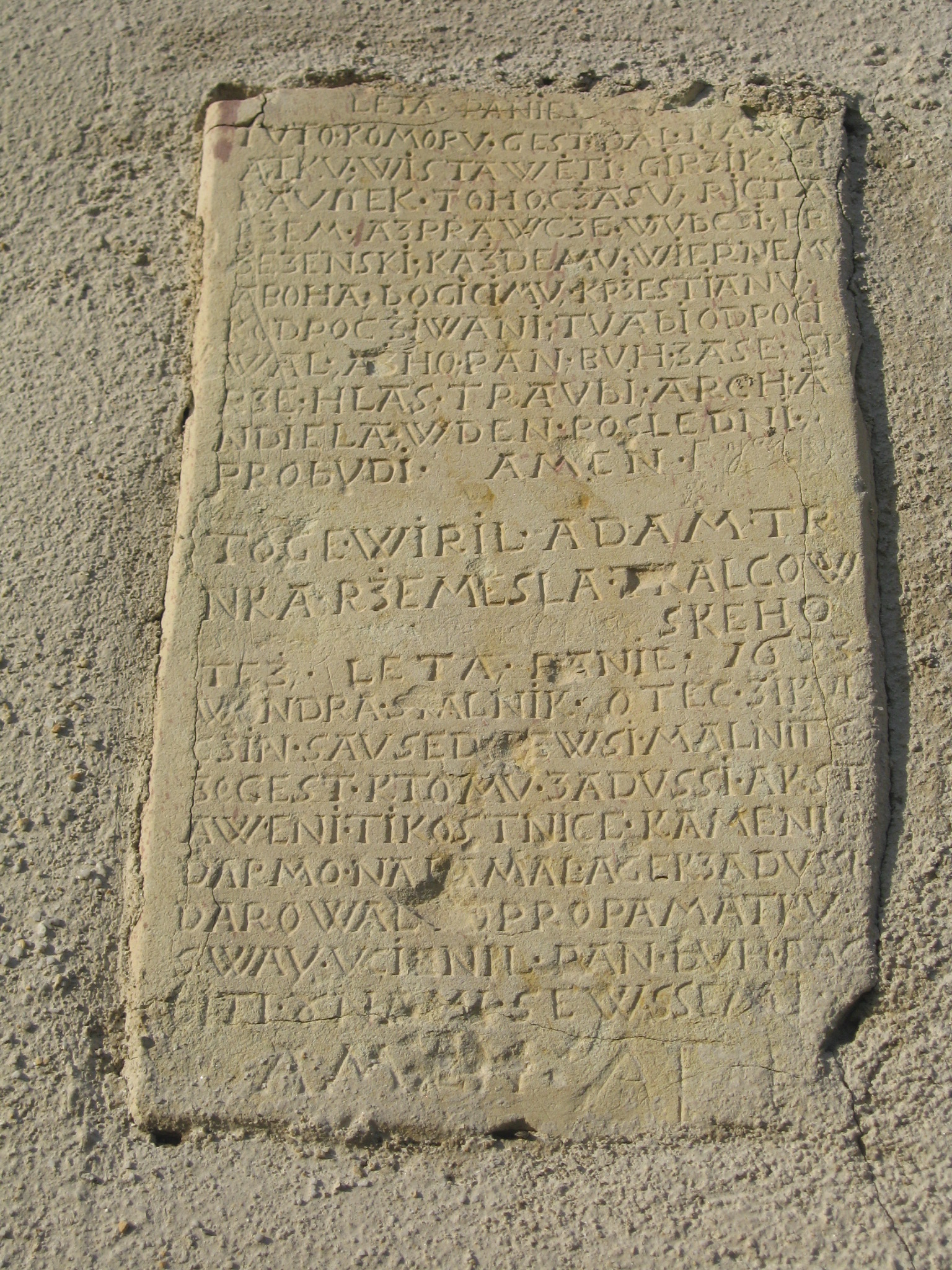
Nápis z roku 1633 na zvonici u kostela ve Skupicích